# Lista de supercentenários
A seguir está uma lista de supercentenários famosos (pessoas que atingiram a idade de pelo menos 110 anos) notáveis por outros motivos além da longevidade. Para mais listas de centenários, veja listas de centenários. Pessoas em negrito ainda estão vivas.
| Nome                   | Sexo | Nascimento            | Morte                 | Idade              | Notabilidade                                                                               |
| ---------------------- | ---- | --------------------- | --------------------- | ------------------ | ------------------------------------------------------------------------------------------ |
| Ruth Apilado           | F    | 30 Abril 1908         | 15 Agosto 2021        | 113 anos, 107 dias | Editora e ativista de revista americana                                                    |
| Eileen Ash             | F    | 30 de outubro de 1911 | 3 Dezembro 2021       | 110 anos, 34 dias  | Jogador de críquete e espião britânico                                                     |
| Theresa Bernstein      | F    | 1 Março 1890          | 13 Fevereiro 2002     | 111 anos, 349 dias | Pintor americano nascido na Polônia                                                        |
| Elza Brandeisz         | F    | 18 Setembro 1907      | 6 janeiro 2018        | 110 anos, 110 dias | Humanitário húngaro, Justo entre as nações                                                 |
| Alphaeus Philemon Cole | M    | 12 Julho 12 1876      | 25 de novembro 1988   | 112 anos, 136 dias | Pintor americano                                                                           |
| Leila Denmark          | F    | 1 Fevereiro 1898      | 1 Abril 2012          | 114 anos, 60 dias  | Pediatra americano que ajudou a desenvolver a vacina contra coqueluche                     |
| Bhante Dharmawara      | M    | 12 Fevereiro 1889     | 26 Junho 1999         | 110 anos, 134 dias | Monge e educador nascido no Camboja                                                        |
| Emma Didlake           | F    | 13 Março 1904         | 16 Agosto 2015        | 111 anos, 156 dias | Soldado americano (Corpo Auxiliar do Exército Feminino)                                    |
| Qin Hanzhang           | M    | 19 Fevereiro 1908     | 15 Agosto 2019        | 111 anos, 177 dias | Engenheiro e cientista chinês                                                              |
| Alice Herz-Sommer      | F    | 26 de novembro 1903   | 23 Fevereiro 2014     | 110 anos, 89 dias  | Pianista nascida na Áustria e um dos mais antigos sobreviventes do Holocausto              |
| Teresa Hsu             | F    | 7 Julho 1898          | 7 Dezembro 2011       | 113 anos, 153 dias | Assistente social de Singapura, nascido na China                                           |
| Huang Mulan            | F    | 9 Julho 1906          | 7 Fevereiro 2017      | 110 anos, 213 dias | Espião chinês                                                                              |
| Alexander Imich        | M    | 4 Fevereiro 1903      | 8 Junho 2014          | 111 anos, 124 dias | Parapsicólogo polonês                                                                      |
| Juliana Young Koo      | F    | 26 Setembro 1905      | 24 maio 2017          | 111 anos, 240 dias | Diplomata sino-americano                                                                   |
| Stanisław Kowalski     | M    | 14 Abril 1910         | 5 Abril 2022          | 111 anos, 356 dias | Atleta master polonês                                                                      |
| Hon. Katherine Plunket | F    | 22 de novembro 1820   | 14 de outubro de 1932 | 111 anos, 327 dias | Aristocrata anglo-irlandês, ilustrador botânico e a pessoa mais velha a morrer na Irlanda  |
| Carla Porta Musa       | F    | 15 Março 1902         | 10 de outubro de 2012 | 110 anos, 209 dias | Ensaísta e poeta italiano                                                                  |
| Marita Camacho Quirós  | F    | 10 Março 1911         | Viva                  | 114 anos, 4 dias   | Primeira Dama da Costa Rica; viúva do presidente da Costa Rica Francisco Orlich Bolmarcich |
| Frederica Sagor Maas   | F    | 6 Julho 1900          | 5 janeiro 2012        | 111 anos, 183 dias | Roteirista, dramaturgo e ensaísta americano                                                |
| Zoltan Sarosy          | M    | 23 Agosto 1906        | 19 Junho 2017         | 110 anos, 300 dias | Mestre de xadrez húngaro-canadense                                                         |
| Laura Scales           | F    | 13 de novembro 1879   | 12 Junho 1990         | 110 anos, 211 dias | Reitor americano do Smith College                                                          |
| Cecilia Seghizzi       | F    | 5 Setembro 1908       | 22 de novembro 2019   | 111 anos, 78 dias  | Compositor italiano                                                                        |
| Silas Simmons          | M    | 14 de outubro de 1895 | 29 de outubro de 2006 | 111 anos, 15 dias  | Jogador de beisebol americano semiprofissional e profissional mais longevo                 |
| Herman Smith-Johannsen | M    | 15 de junho 1875      | 5 janeiro 1987        | 111 anos, 204 dias | Esquiador cross-country norueguês-canadense                                                |
| Shivakumara Swami      | M    | 1 de abril 1907       | 21 janeiro 2019       | 111 anos, 295 dias | Líder religioso indiano                                                                    |
| Ruthie Tompson         | F    | 22 de julho 1910      | 10 de outubro de 2021 | 111 anos, 80 dias  | animador e artista americano                                                               |
| Nicholas Kao Se Tseien | M    | 15 de janeiro 1897    | 11 Dezembro 2007      | 110 anos, 330 dias | Padre católico chinês e pessoa mais velha a ser operada à catarata                         |
| Leopold Vietoris       | M    | 4 Junho 1891          | 9 Abril 2002          | 110 anos, 309 dias | Matemático austríaco                                                                       |
| Zhou Youguang          | M    | 13 de janeiro 1906    | 14 janeiro 2017       | 111 anos, 1 dia    | Lingüista chinês e pai do Pinyin                                                           |
| Zheng Ji               | M    | 6 de maio 1900        | 29 Julho 2010         | 110 anos, 84 dias  | Nutricionista e bioquímico chinês                                                          |
| Virginia McLaurin      | F    | 12 de Março 1909      | 14 de novembro 2022   | 113 anos, 248 dias | Ativista e voluntária americana                                                            |